# أندرسون كرينشاو
أندرسون كرينشاو (بالإنجليزية: Anderson Crenshaw)‏ هو محامي وقاضي أمريكي، ولد في 1783، وتوفي في 1847.